# Pont de Powerscourt
Le pont de Powerscourt, aussi appelé pont Percy, est un pont couvert qui enjambe la rivière Châteauguay dans le Sud-Ouest du Québec au Canada.

## Descriptif
Ce pont de deux travées, long de 50 mètres, a été construit en 1861. On le trouve sur le chemin de la 1re Concession, dans le lieu-dit de Powerscourt, entre les municipalités de Hinchinbrooke et d'Elgin, à 35 minutes au sud-ouest de Montréal.
Le pont est le seul pont subsistant à utiliser une ferme McCallum. Il est le plus vieux pont couvert au Canada.
Le pont a été désigné comme lieu historique national du Canada par la commission des lieux et monuments historiques du Canada le 13 juin 1984. Il a été classé comme immeuble patrimonial par le ministère des Affaires culturelles du Québec le 24 avril 1987.

## Galerie

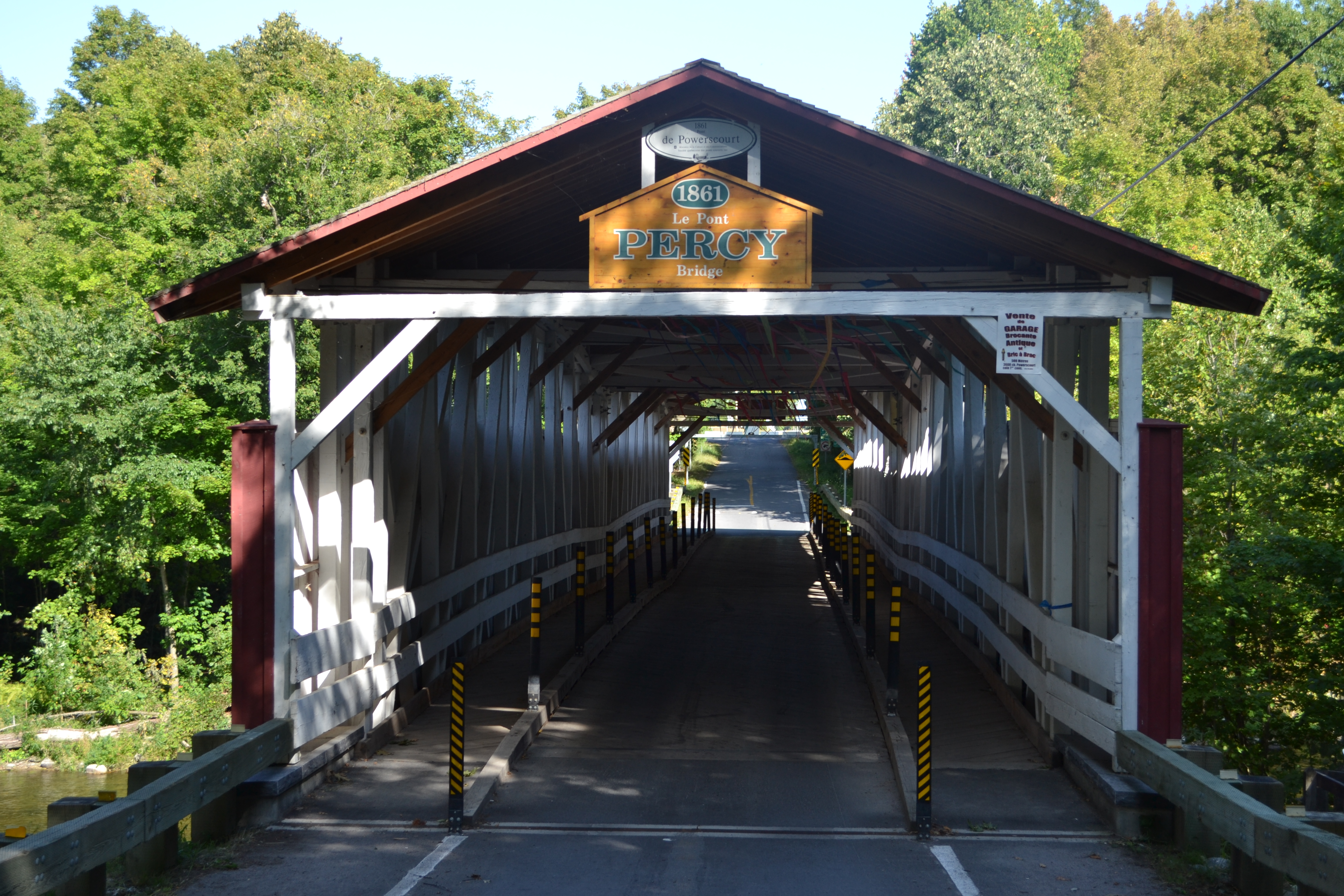
Entrée du pont couvert.
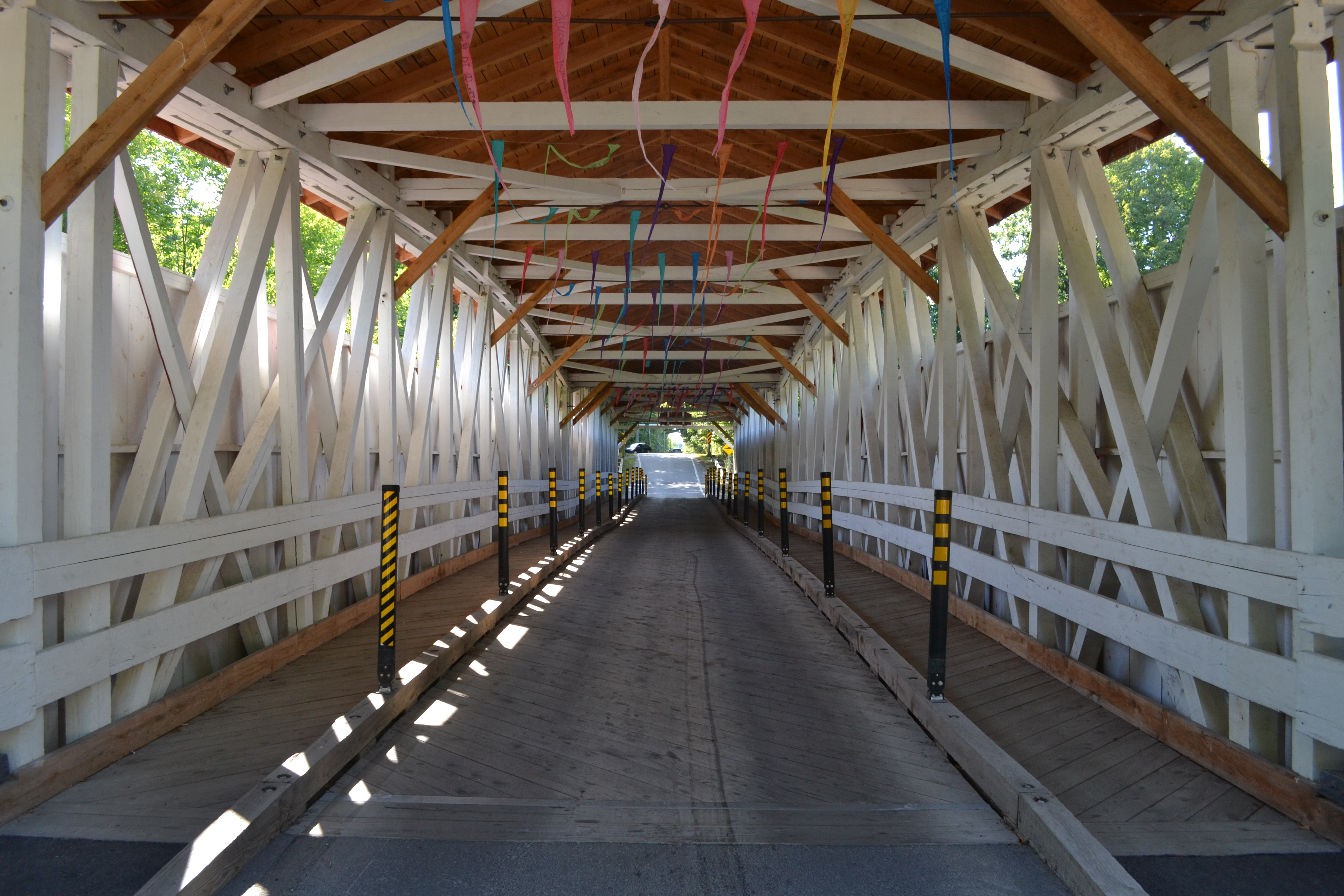
Structure intérieure.
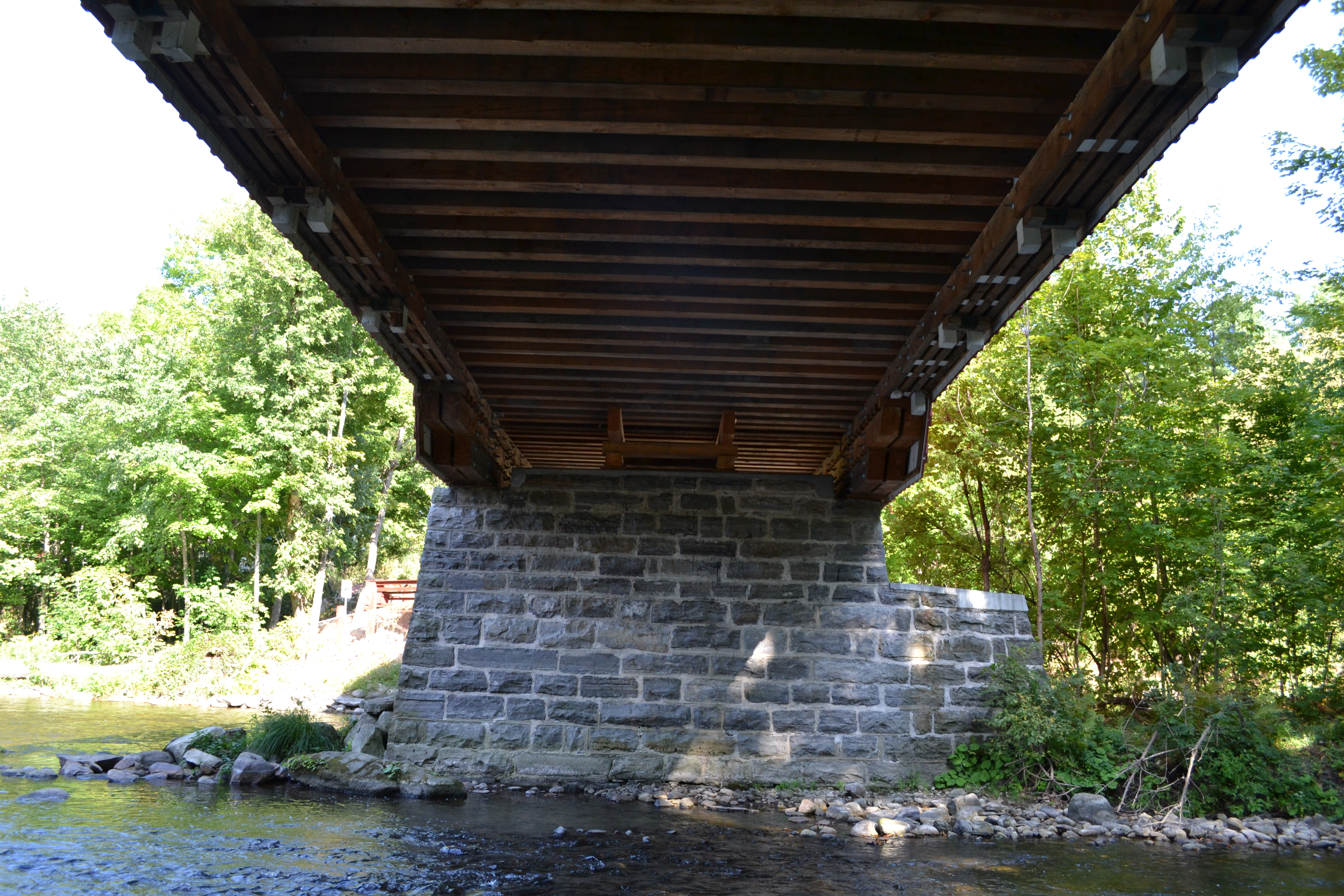
Dessous du pont.